# Darlington Lake
Darlington Lake är en sjö i Kanada.   Den ligger i provinsen British Columbia, i den sydvästra delen av landet, 3 700 km väster om huvudstaden Ottawa. Darlington Lake ligger 228 meter över havet. Arean är 0,14 kvadratkilometer.
I omgivningarna runt Darlington Lake växer i huvudsak barrskog. Trakten runt Darlington Lake är nära nog obefolkad, med mindre än två invånare per kvadratkilometer.